# Isotoma fennica
Isotoma fennica är en urinsektsart som beskrevs av Reuter 1895. Isotoma fennica ingår i släktet Isotoma och familjen Isotomidae. Inga underarter finns listade i Catalogue of Life.